# Massa (TV-program)
Massa var en underhållningsprogram som gick i ZTV 1996-1997.
Programmet var en "subjektiv gameshow" där två tävlande skulle svara på frågor om en närvarande kändis ("Massa"). Efter att ha gett sina svar bestämde kändisen vad som var rätt och fel. 
Programledare var Peter Siepen och produktionsbolaget Spader knekt. Husband under första säsongen var Entombed och under andra Hypnomen.
Bland andra medverkade Robert Jelinek, Camilla Henemark, Anna Järphammar och Dilba som Massa.